# فلوفاستاتين
فلوفاستاتين أحد الأدوية التي تنتمي إلى مجموعة الستاتين (أو مثبطات إنزيم HMG-CoA) وهي ادوية مخفضة للكوليسترول .
وقد إنحسر استخدامه كثيرا بعد توفر البدائل الحديثة الأكثر كفاءة وفعالية مثل سيمفاستاتين وأتورفاستاتين ورسيوفاستاتين.
ويتوفر فلوفاستاتين بجرعات مختلفة (20 ملغ، 40ملغ) على شكل كبسولات وبجرعة (80ملغ) طويلة المفعول .
وتعتبر شركة نوفارتس (Novartis) أول شركة منتجة له تحت اسم ليسكول (Lescol) .